# 丁景唐
丁景唐（1920年4月25日—2017年12月11日），男，浙江镇海人，中国近当代作家、诗人、出版家。

## 生平
1938年，加入中国共产党。1944年，毕业于光华大学（今华东师范大学）中文系。20世纪30年代，在上海编辑《蜜蜂》文艺半月刊、《小说月报》。曾任《小说月报》编辑，《文坛月报》编辑，《文艺学习》主编。历任中共上海市委宣传部处长，上海市出版局副局长，上海文艺出版社社长兼总编辑，中国出版工作者协会第一、二届副主席。曾主编《中国新文学大系》。丁景唐的著名作品包括诗集《星底梦》《南北方民谣》以及《学习鲁迅和瞿秋白作品的札记》。